# Cuevas de San Marcos
Cuevas de San Marcos és un poble de la província de Màlaga (Andalusia), que pertany a la comarca de la Comarca Nororiental de Málaga. Es troba per sobre de la comarca d'Antequera, confinant amb Còrdova, des de la vall del riu Genil fins a la Sierra de Malnombre i el Camorro de Cuevas Altas. Aquest municipi és a una altitud de 420 metres sobre el nivell del mar. Es tracta d'un poble d'activitat agrícola, amb predomini del cultiu de l'olivera i la producció de l'oli anomenat "Hojiblanca". El seu nom ve donat pel seu sant patró, l'evangelista sant Marc i per la seva coneguda cova "Belda". S'estén per una superfície d'uns 37,50 km². La seva població és al voltant de les 4.000 persones.